# Music Center for PC
Music Center for PCは、ソニーから2017年に発表され提供が開始されたMicrosoft Windows用のメディアプレーヤーソフトウェア。Media Goとx-アプリを統合したウォークマン用の転送ソフトにあたる。 
対応機器はウォークマンだけである。スマートフォンには非対応。なお前身のMedia Goではスマートフォン転送に対応していた。
スマートフォンやタブレット向けアプリの「Sony | Music Center」と名前は似ているが、関係はない。

## 概要
Ver.1はMedia Goの前身であるx-アプリを基にして開発され、UIはそのままに機能の一部を削減したものであった。
Ver.2ではElectronで再設計され、UIはVer.1から刷新されたが基本機能はVer.1と同等となっている。近日、AI版をすべての製品に統一提供する。

### x-アプリとの主な違い
- フォトやビデオの管理、CDの作成、ATRAC形式のリッピング機能が廃止されている。
- x-アプリではウォークマンへの転送時に「OMGAUDIO」フォルダーが使用されるのに対し、本ソフトではMUSICフォルダーに、「アルバムアーティスト名/アルバム名/トラック番号_曲名」のパスで転送される。
- おまかせチャンネルやキーワードから任意の曲を抽出するダイナミックプレイリストが廃止されている。

### Media Goとの主な違い
- フォト、ビデオ機能がない。
- アルバム、曲情報が転送後に変更不可。

- ポッドキャストの追加が、XMLファイル（RSS）のURLからのみ可能。
  - Ver.2.0.00より、ポッドキャストには非対応となった。

- 歌詞ピタや、LRCファイルの編集ができない。
- ファイルの変換ができない。
- PSP、Xperiaに対応していない。

## 対応OS・ダウンロード方法

### OS
- Windows 11（64ビット）
- Windows 10（32ビット/64ビット）
- Windows 8.1（32ビット/64ビット） ※バージョン2.5.0まで
- Windows 7（32ビット/64ビット） ※バージョン2.2.0まで

### 導入方法
最新版が公式ウェブサイトで公開されているほか、出荷状態のウォークマンのフラッシュメモリ領域にインストーラが収録されており、インターネットに接続できない環境でもインストールが可能（インターネット環境がある場合はこのインストーラを使っても最新版がダウンロードされる）。ただしウォークマンを初期化したり、インストーラを手動で削除した場合は元に戻せないためダウンロードが必要になる。新しいバージョンが公開されると同時に旧バージョンは削除されるため、インターネット経由で最新バージョン以外を入手することは（正規の方法では）不可能である。

## 対応コーデック
| コーデック                          | CDのリッピング | 楽曲の分割・結合 |
| ----------------------------------- | -------------- | ---------------- |
| ATRAC (.oma/.aa3)                   |                | ○                |
| ATRAC Advanced Lossless (.oma/.aa3) |                |                  |
| WAV (.wav)                          | ○              |                  |
| MP3 (.mp3)                          | ○              | ○                |
| AAC (.3gp/.mp4/.m4a)                | ○              |                  |
| HE-AAC (.3gp/.mp4/.m4a)             |                |                  |
| WMA (.wma)                          |                |                  |
| DSD (.dsf/.dff)                     |                |                  |
| FLAC (.flac)                        | ○              |                  |
| MQA (.mqa.flac)                     |                |                  |
| APE (.ape)                          |                |                  |
| ALAC (.mp4/.m4a)                    |                |                  |
| AIFF (.aiff/.aif)                   |                |                  |

### プレイリスト
M3U(.m3u/.m3u8)ファイルの編集が可能。

## 対応機器
- ウォークマン
  - NW-ZX1 / ZX2 / ZX100 / ZX300 / ZX507 / ZX707 シリーズ
  - NW-F800 / F880 シリーズ
  - NW-WM1 シリーズ
  - NW-A10 / A20 / A30 / A40 / A50 / A100 / A300 シリーズ
  - NW-S10 / S310 / S770 / S780 シリーズ
  - NW-M505
  - NW-E080 シリーズ
  - NW-WH303
  - NW-W270S / WS410 / WS615 / WS620 シリーズ
  - NWD-W273
- デジタルミュージックプレーヤー
  - DMP-Z1
- アクティブスピーカー
  - CAS-1
  - LSPX-S2
  - SRS-HG1
  - SRS-X7 / X9 / X77 / X88 / X99
  - SRS-ZR7
- システムステレオ
  - MAP-S1
  - CMT-SX7 / SX7B
  - CMT-X7CD
  - UDA-1
- コンポーネントオーディオ
  - STR-DN850 / DN860 / DN1050 / DN1060 / DN1070 / DN1080
  - TA-ZH1ES
- ホームシアター
  - HT-CT790
  - HT-MT500
  - HT-NT3 / NT5
  - HT-RT5
  - HT-ST9 / ST5000
  - HT-XT2 / XT3
  - HT-ZR5P
  - HT-Z9F
- ヘッドホン・アンプ
  - MDR-1ADAC
  - PHA-1 / 1A / 2 / 2A / 3
  - WF-SP900
- Smart B-Trainer
  - SSE-BTR1

## バージョン

### Ver.1
Ver.1.0.00
2017年8月29日リリース
Ver.1.0.01
2017年11月20日リリース
- Windowsのディスプレイ設定を反映できていない不具合を修正
- 動作安定性とセキュリティレベルの向上。

Ver.1.0.02
2017年12月21日リリース
- 動作安定性とセキュリティレベルの向上。

### Ver.2
Ver.2.0.00
2018年10月4日リリース
- 新デザインの採用
- DSEE HXの基本版搭載
- 文字サイズやジャケット写真のサイズ調整機能を追加
- 接続機器に転送されていない曲・プレイリストを一覧表示する機能を追加
- ソフトウェアアップデート時の脆弱性対応

Ver.2.0.1
2018年11月1日リリース
- マイライブラリーの表示に関わるパフォーマンスの向上
- Windows 10 October 2018 Update を適用したPCがオフライン環境の時にアプリケーションが起動しない問題を修正
- 一部のCDから曲を取り込めない問題を修正
- その他、動作安定性の向上

Ver.2.0.2
2018年11月2日リリース
- 一部のCDから曲を取り込めない問題を追加修正

Ver.2.1.0
2019年4月11日リリース
- アルバム名、曲名、ジャケット写真などの情報の取得をいつでも行える機能を追加
- コンピレーションアルバムをインポートした際、ライブラリー内でアルバムがばらばらになることがある問題を改善
- ライブラリー内の検索機能を強化
- ライブラリー内でグリッド表示時にもソートできる機能を追加
- アルバム一覧画面以外でも「リストで表示」を選択できる機能を追加
- ライブラリー内のアーティスト詳細画面でアルバムを折り畳む機能を追加
- 再生中の曲の曲名、アルバム名、アーティスト名の表示から曲が所属するそれぞれの画面を開く機能を追加
- 文字の大きさを変更しても、mora音楽ダウンロード画面のサイズが変わらないよう調整
- ライブラリーからリンク切れで再生できない曲を一括検索する機能を追加
- 挿入した音楽CDの楽曲情報の候補が複数存在する場合のUXを改善
- Windows タスクバーからの再生コントロールに対応
- その他、動作安定性、パフォーマンスの向上

Ver.2.2.0
2019年10月24日リリース
- Walkman NW-A100シリーズとNW-ZX500シリーズを対応機器に追加
- Music Center for PC の表示色を変更する機能を追加 （ブラック、レッド、ブルー、グリーン）
- マイライブラリーをバックアップおよび復元する機能を追加
- マイライブラリーのアルバム、最近追加した曲、プレイリスト画面上で一覧を表示する機能を追加
- マイライブラリー内のATRACを検索し、AACまたはFLACに一括変換する機能を追加
- マイライブラリ―内でリストの表示間隔を変更する機能を追加
- マイライブラリ―内の曲をFLAC形式で保存する機能を追加
- マウスホイールで音量調整できるように改善
- 画面解像度が低い場合の使い勝手を考慮し、メインウィンドウの最小サイズを変更
- Media Goで作成したプレイリストをライブラリーから削除したにも関わらず、再び取り込まれることがある問題を修正
- その他、動作安定性、パフォーマンスの向上

Ver.2.2.1
2020年1月16日リリース
- Walkman NW-A100シリーズとNW-ZX500シリーズとの接続の安定性向上
- その他、動作安定性、パフォーマンスの向上
- Windows 7がサポートから外された

Ver.2.3.0
2020年8月4日リリース
- ウォークマン接続時に自動で転送画面に遷移するようになった
- CDドライブへの挿入時に自動でCD取り込み画面に遷移するようになった
- プレイリストへの曲の追加時、同一の曲が含まれているかを確認するようになった
- その他、動作安定性、パフォーマンスの向上

Ver.2.4.0
2021年2月25日リリース
- 使用者情報の収集の終了に伴い、収集データの送信機能を削除した
- 動作の安定性の向上

Ver.2.5.0
2021年12月16日リリース
- iTunesで購入された一部の楽曲をライブラリに取り込まれない問題を修正
- 動作の安定性の向上

Ver.2.6.0
2023年4月11日リリース
- 動作の安定性とセキュリティレベルを向上
- Windows 8.1がサポートから外された

Ver.2.7.0
2024年3月21日リリース
- 動作の安定性とセキュリティレベルを向上

Ver.2.7.1
2024年5月9日リリース
- リピート機能をオフにしていてもリピートしてしまう問題を修正
- プレイリストの数が正しく表示されない問題を修正

Ver.2.7.2
2025年2月20日リリース
- 動作の安定性とセキュリティレベルを向上